# مقاطعة هايلاند (فيرجينيا)
 مقاطعة هايلاند  (بالإنجليزية:  Highland County)‏ هي إحدى المقاطعات في ولاية فيرجينيا في الولايات المتحدة الأمريكية.

## أعلام
- لويد ك. بيرد